# Organy eserowskiego kierownictwa wojskowego i polityczno-wojskowego podczas wojny domowej w Rosji
Organy eserowskiego kierownictwa wojskowego i polityczno-wojskowego podczas wojny domowej w Rosji:
- Komucz
- Dyrektoriat Ufijski
- Autonomiczna Grupa Syberyjskich Eserowców – grupa eserowców okresu wojny domowej w Rosji, która jesienią 1920 opowiedziała się za współpracą z Armią Czerwoną;
- Centralne Biuro Organizacji Wojskowych – tajne biuro Syberyjskiego Związku Eserowców;
- Komitet Ocalenia Ojczyzny i Rewolucji – organ polityczny okresu wojny domowej w Rosji powołany przez eserowców lojalnych wobec III rządu koalicyjnego Kiereńskiego;
- Syberyjskie Zgromadzenie Ziemskie;
- Syberyjski Związek Eserowców – związek eserowców na Syberii, powołany latem 1920 w celu usunięcia Kołczaka a następnie zwołania Syberyjskiego Zgromadzenia Ziemskiego;
- Związek Odrodzenia Rosji (ZOR) - organizacja utworzona w maju 1918 przez eserowców, którzy popierali Kiereńskiego w jego polityce kontynuowania rosyjskiego wysiłku wojennego i współpracy z politykami liberalnymi.